# Episodi di Special Branch (seconda stagione)
La seconda stagione della serie televisiva Special Branch è stata trasmessa in anteprima nel Regno Unito dalla Independent Television tra l'11 agosto 1970 e il 4 novembre 1970.
| nº | Titolo originale             | Titolo italiano | Prima TV UK       | Prima TV Italia |
| -- | ---------------------------- | --------------- | ----------------- | --------------- |
| 1  | Inside                       |                 | 11 agosto 1970    |                 |
| 2  | Dinner Date                  |                 | 18 agosto 1970    |                 |
| 3  | Depart in Peace              |                 | 25 agosto 1970    |                 |
| 4  | Miss International           |                 | 1º settembre 1970 |                 |
| 5  | Warrant for a Phoenix        |                 | 8 settembre 1970  |                 |
| 6  | The Pleasure of Your Company |                 | 16 settembre 1970 |                 |
| 7  | Not to Be Trusted            |                 | 23 settembre 1970 |                 |
| 8  | Borderline Case              |                 | 30 settembre 1970 |                 |
| 9  | Love from Doris              |                 | 7 ottobre 1970    |                 |
| 10 | Sorry Is Just a Word         |                 | 14 ottobre 1970   |                 |
| 11 | Error of Judgement           |                 | 21 ottobre 1970   |                 |
| 12 | Reported Missing             |                 | 28 ottobre 1970   |                 |
| 13 | Fool's Mate                  |                 | 4 novembre 1970   |                 |